# TDK
A TDK Corporation (TDK株式会社, TDK Kabusikigaisa; korábban 東京電気化学工業株式会社, Tókjó Denki Kagaku Kógjó Kabusikigaisa, nyugaton TDK Electronics Co., Ltd)  egy elektronikai alkatrészgyártó, amely a mágneses technológia területén vezető szerepet tölt be a világon.

## Története

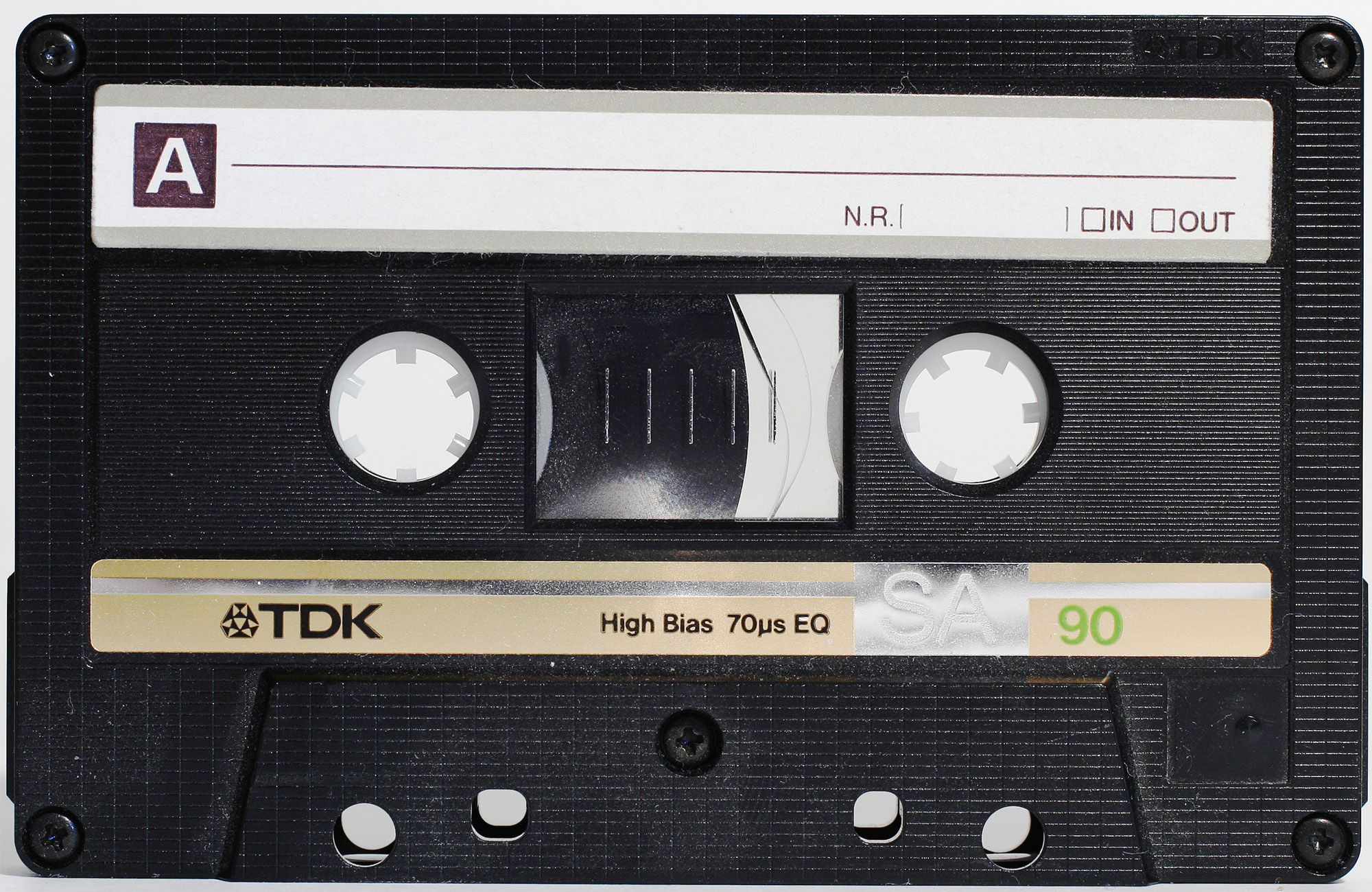
TDK gyártmányú Compact Cassette rendszerű magnókazetta

A céget 1935 decemberében alapították Japánban. 
1952-től kezdtek magnetofonszalagok gyártásával foglalkozni, 1966-tól Compact Cassette rendszerű kazettákhoz is, főleg ez hozta meg számukra a hírnevet. 
Régebben főként mágneses és optikai adathordozókat gyártottak, mint a videókazetta, CD-R, DVD-R, vagy USB flash drive-ok.
A TDK márkanevet az adathordozók területén 2007-ben átadták az Imation cégnek, így a márkanév alatt forgalmazott termékeket, azóta nem a TDK gyártja.
Főbb üzletágak:
- Passzív alkatrészek
- Szenzor termékek
- Mágneses termékek
- Energetikai termékek

A TDK-nak  több mint 250 gyára, kutató-fejlesztő bázisa és értékesítési irodája működik több mint 30 országban és régióban
A cég Amerikában 1965-től, Európában 1970-től működik, székhelye New Yorkban és Münchenben van.
A társaság elnöke 2021 óta Nobouru Saito.